# Concilio Vaticano II
El Concilio Vaticano II fue el vigésimo primer concilio ecuménico de la Iglesia católica, que tenía por objeto principal la relación entre la Iglesia y el mundo moderno. Fue convocado por el papa Juan XXIII, quien lo anunció el 25 de enero de 1959. Fue uno de los acontecimientos históricos que marcaron el siglo XX.
El Concilio constó de cuatro sesiones: la primera de ellas fue presidida por el mismo papa a partir de octubre de 1962. Juan XXIII no pudo concluir este Concilio, ya que falleció un año después (el 3 de junio de 1963). Las otras tres etapas fueron convocadas y presididas por su sucesor, el papa Pablo VI, hasta su clausura el 8 de diciembre de 1965. La lengua oficial del Concilio fue el latín.
Comparativamente, fue el Concilio que contó con mayor y más diversa representación de lenguas y etnias, con una media de asistencia de unos dos mil padres conciliares procedentes de todas las partes del mundo. Asistieron, además, miembros de otras confesiones religiosas cristianas.

## Objetivo
El Concilio se convocó con los fines principales de:
- Promover el desarrollo de la fe católica.
- Lograr una renovación moral de la vida cristiana de los fieles.
- Adaptar la disciplina eclesiástica a las necesidades y métodos de su tiempo.
- Lograr la mejor interrelación con las demás religiones, principalmente las iglesias separadas (protestantes) y las iglesias orientales.

Se pretendió que fuera una puesta al día o "actualización" (aggiornamento) de la Iglesia, renovando los elementos que más necesidad tuvieran de ello, revisando el fondo y la forma. Se presentó como una apertura al diálogo de la Iglesia católica con el mundo moderno, actualizando la vida de la Iglesia y evitando hacer condenas explícitas de personas o doctrinas.

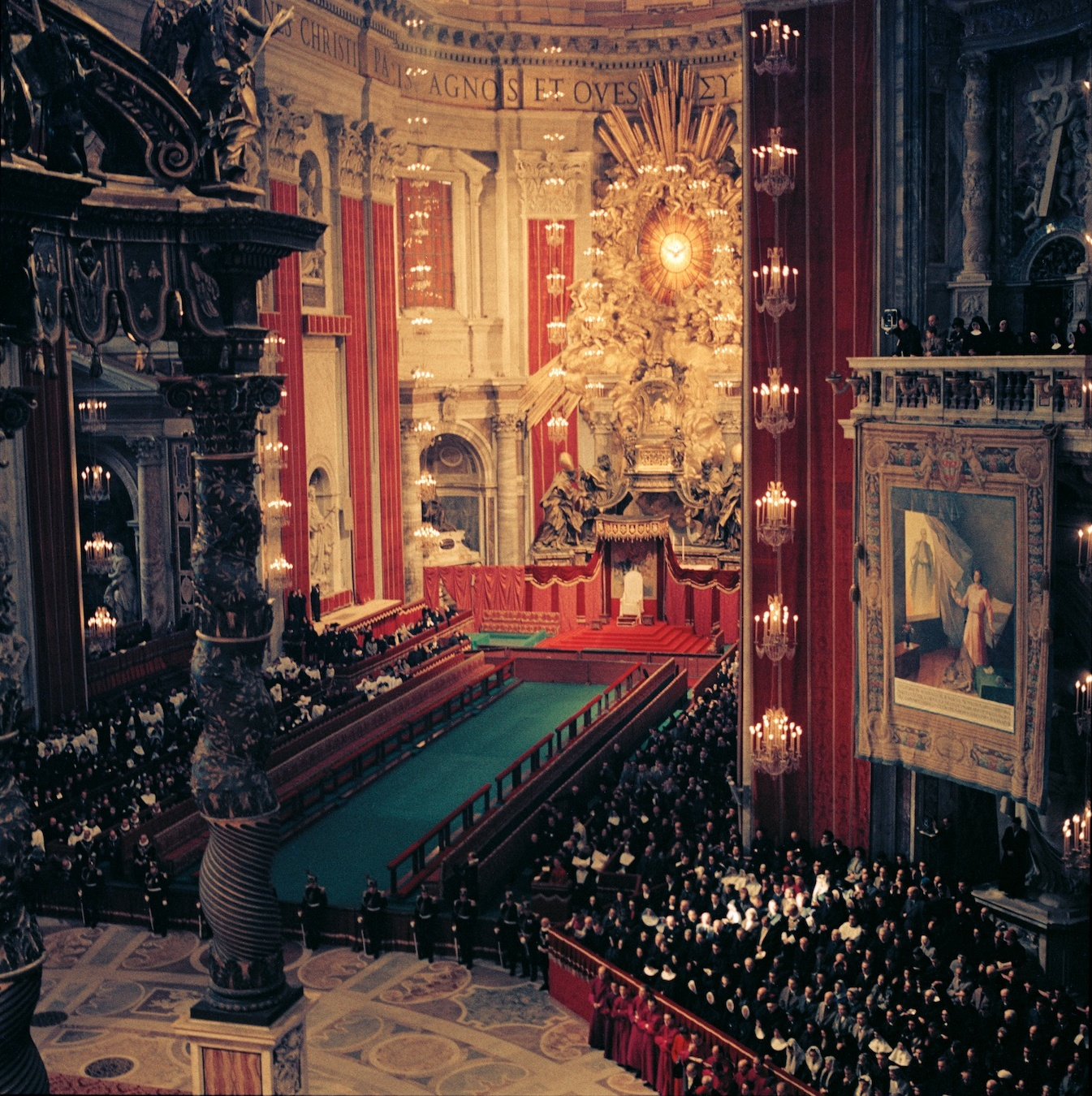
Presbiterio con la cátedra de San Pedro en la basílica homónima, durante el Concilio Vaticano II. Foto de Lothar Wolleh.

El Concilio Vaticano I (1869-1870) no había logrado terminar debido a la suspensión impuesta por el estallido de la guerra franco-prusiana. Finalmente la pérdida de los Estados pontificios, y la unificación italiana con capital en Roma, llevó a que la Iglesia adoptara una postura antimoderna y una visión negativa de su época. El nuevo Concilio intentaba revertir esa visión y valorizar los logros de la modernidad, sin considerarlos per se como "anticatólicos".
Algunos sectores dentro de la Iglesia lo consideran uno de los cinco concilios más importantes (a la par de los concilios Niceno I, Calcedonense, Lateranense IV y el Tridentino). Trató muchos aspectos, aunque los más notorios ante los fieles católicos fueron la nueva liturgia (en lenguas vernáculas y no solo en latín), la importancia de la lectura y mayor conocimiento de las Sagradas Escrituras y el respeto a la libertad religiosa, rechazando la propagación del catolicismo mediante la fuerza sin respetar la conciencia individual. 
Sectores más conservadores aplican un término llamado la hermenéutica de la continuidad para leer los textos conciliares a la luz de la tradición y del magisterio, buscando que no entren en contradicción. Por otra parte, sectores tradicionalistas minoritarios, como la Fraternidad Sacerdotal San Pío X, denuncian que el Concilio enseña errores y que hay puntos que deben ser condenados porque contradicen abiertamente la tradición, el magisterio papal y los anteriores concilios de la Iglesia católica. Hacen especial hincapié en el "ecumenismo", que quita fuerza a la difusión del catolicismo, y a la nueva liturgia.

## Antecedentes
Durante los años 1950, la investigación teológica y bíblica católica había empezado a apartarse del neoescolasticismo y el literalismo bíblico que la reacción al modernismo había impuesto desde el Concilio Vaticano I. Esta evolución puede apreciarse en teólogos como los jesuitas Karl Rahner o John Courtney Murray, que se habían venido esforzando por integrar la experiencia humana moderna con el dogma cristiano, así como en otros: el dominico Yves Congar, Joseph Ratzinger (posteriormente papa bajo el nombre de Benedicto XVI), Henri de Lubac y Hans Küng que buscaban lo que veían como una comprensión más ajustada de la Escritura y de los Santos Padres, un retorno a las fuentes (ressourcement) y una actualización (aggiornamento).
Al mismo tiempo los obispos de todo el mundo venían afrontando tremendos desafíos asociados al cambio político, social, económico y tecnológico. Algunos de ellos aspiraban a formas nuevas de responder a esos cambios. El Concilio Vaticano I, desarrollado casi un siglo antes, había sido interrumpido cuando el ejército italiano entró en Roma en los momentos finales de la unificación italiana. Solo habían concluido las deliberaciones relativas al papel del papado, dejando sin resolver los aspectos pastorales y dogmáticos concernientes al conjunto de la Iglesia.
Los años 1923 y 1924 el papa Pío XI solicitó a los obispos su parecer sobre la convocación de un concilio ecuménico o sobre la continuación del Vaticano I y más de la mitad de estos habían dado un parecer positivo. Lo mismo hizo Pío XII de 1948 a 1951, quien además, formó comisiones preparatorias, pero al final no se llevó a cabo.

## Preparación
Desde febrero de 1959 a noviembre de 1962 tuvo lugar la etapa de preparación del Concilio, bajo la responsabilidad de la Curia Romana.

### Primer anuncio

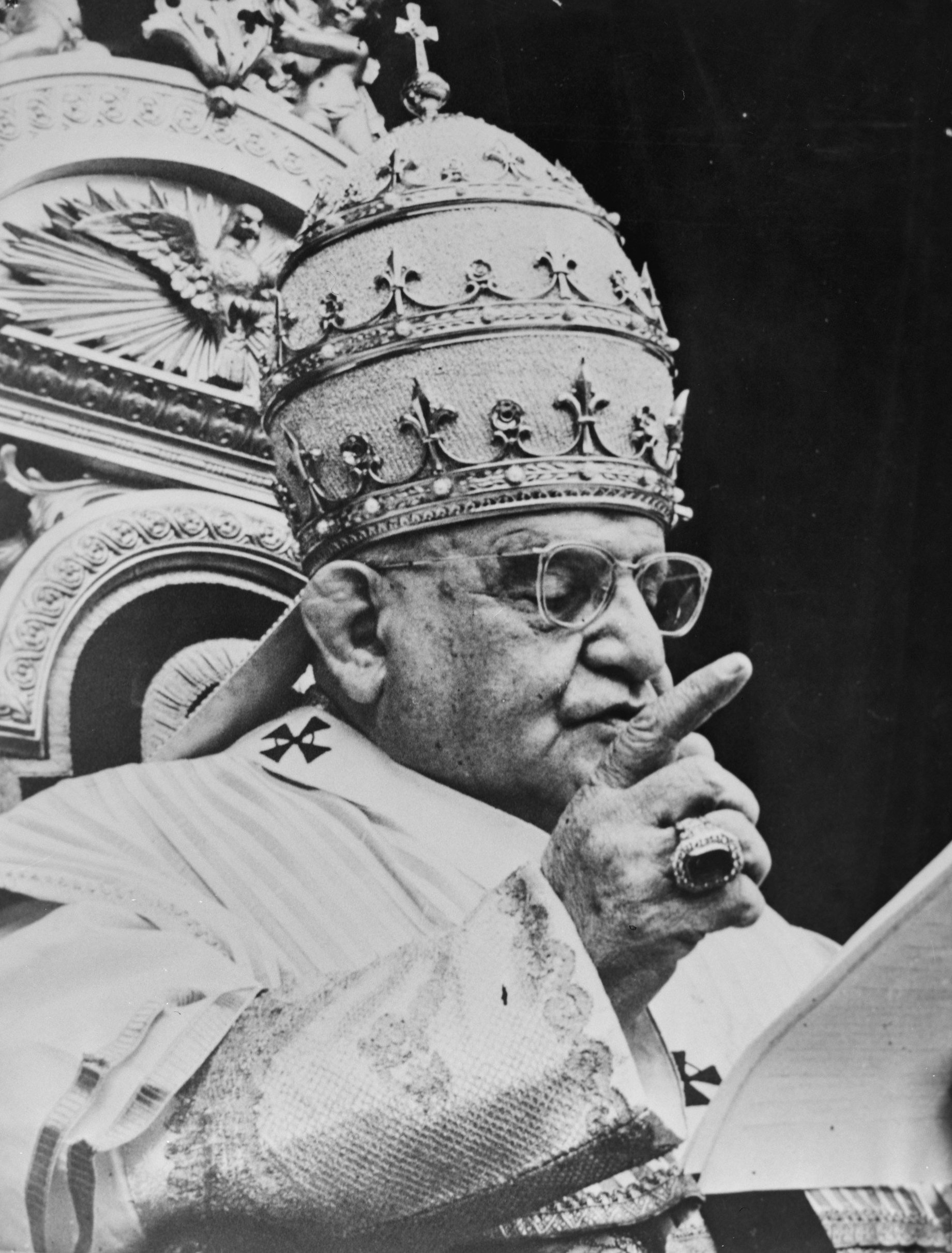
Juan XXIII, responsable de la convocatoria del Concilio

Durante la celebración de la fiesta de la Conversión de san Pablo el 25 de enero de 1959, en un consistorio que el papa Juan XXIII tuvo con los cardenales en la abadía de San Pablo Extramuros, tras la celebración en la basílica, anunció su intención de convocar un concilio ecuménico.
El secretario de Juan XXIII, Loris Francesco Capovilla, describió así la situación en que el pontífice brindó el «discorsetto» (discursito) que, con una simplicidad llamativa, modificó el rumbo pastoral de la Iglesia, al anunciar la intención de realización del Concilio:

Fue un día como los demás. Se levantó el pontífice como de costumbre a las cuatro, hizo sus devociones, celebró la misa y asistió después a la mía. Se retiró a continuación a la salita de comer para la primera colación, dio una ojeada a los periódicos y quiso revisar el borrador de los discursos que había preparado. A las diez partimos para la Basílica de San Pablo Extramuros. La primera parte de la ceremonia duró de las 10.30 hasta las 13. Entonces entramos en la sala de los monjes benedictinos, nos retiramos todos y quedó el papa con los cardenales. Leyó el discursito que había preparado, digo «discorsetto» porque así lo definió él mismo, y en un cuarto de hora estaba todo terminado.
Pocos minutos después se difundía por el mundo la noticia del Concilio ecuménico.
Loris F. Capovilla

Juan XXIII presentó la iniciativa como algo absolutamente personal:

Pronuncio ante ustedes, cierto, temblando un poco de conmoción, pero al mismo tiempo con humilde resolución de propósito, el nombre y la propuesta de la doble celebración de un sínodo diocesano para la Urbe y de un concilio ecuménico para la iglesia universal.
Juan XXIII

Los cardenales reaccionaron con un «impresionante y devoto silencio». El anuncio causó una gran sorpresa en todos: todavía no habían transcurrido tres meses desde la elección de Juan XXIII, en el cónclave de  1958, que lo había elegido como un papa considerado extraoficialmente «de transición», a continuación del papado de Pío XII. Los medios de comunicación, a excepción de L'Osservatore romano, dieron gran eco a la noticia subrayando diversos elementos del discurso del papa.
En sus discursos posteriores, Juan XXIII fue poco a poco delineando los objetivos del concilio y recalcando especialmente que se trata de un concilio pastoral y ecuménico. Aunque el propósito del papa encontró muchas formas de manifestarse durante los tres años siguientes, una de sus expresiones más conocidas fue aquella que, preguntado por los motivos, presentó al tiempo que abría una ventana: «Quiero abrir las ventanas de la Iglesia para que podamos ver hacia afuera y los fieles puedan ver hacia el interior». Invitó a otras iglesias a enviar observadores al concilio, aceptándolo tanto iglesias protestantes como ortodoxas. La Iglesia Ortodoxa Rusa, por temor al gobierno soviético comunista, solo aceptó tras recibir seguridades de que el concilio no reiteraría la condena al comunismo.

### Etapa antepreparatoria
El 17 de mayo de 1959, Juan XXIII anunció la creación de la Comisión Antepreparatoria y designó como presidente de esta al cardenal secretario de Estado Domenico Tardini. Los secretarios de varios dicasterios de la curia fueron los demás miembros de la comisión. El 26 de mayo se reunió por primera vez y se decidió dar luz verde a dos cartas: una a los organismos de la curia para que prepararan comisiones de estudio sobre los temas del Concilio y otra a todos los obispos para que antes del 30 de octubre indicaran sus sugerencias para el Concilio. A estas dos consultas se añadió luego una tercera a las facultades de teología y de derecho canónico que tenían plazo hasta el 30 de abril de 1960 para enviar sus propuestas.
El 15 de julio de 1959, Juan XXIII comunicó a Tardini que el concilio se llamaría «Vaticano II» y que, por lo tanto, no debía considerarse como una continuación del Vaticano I –que había quedado suspendido–.
Para el 30 de octubre siguiente se habían recibido ya 1600 respuestas de obispos, superiores generales y facultades de teología o de derecho canónico. En la fecha límite, 30 de abril de 1960, se contó con 2109 respuestas, a cuya catalogación y ordenamiento se procedió de manera que fuera posible su síntesis. El documento final se llamó Analyticus conspectus consiliorum et votorum quae ab episcopis et praelatis data sunt.

### Fase preparatoria
La fase preparatoria propiamente dicha se inició el 5 de junio de 1960 con la publicación del motu proprio Superno Dei nutu que fue redactado por el cardenal Tardini. Este documento fijó las comisiones preparatorias en diez temas con una comisión central que supervisaba y coordinaba los trabajos de todas. Pericle Felici fue nombrado secretario general de esta comisión central. Los presidentes de las comisiones temáticas preparatorias eran los prefectos de los dicasterios correspondientes de la curia.

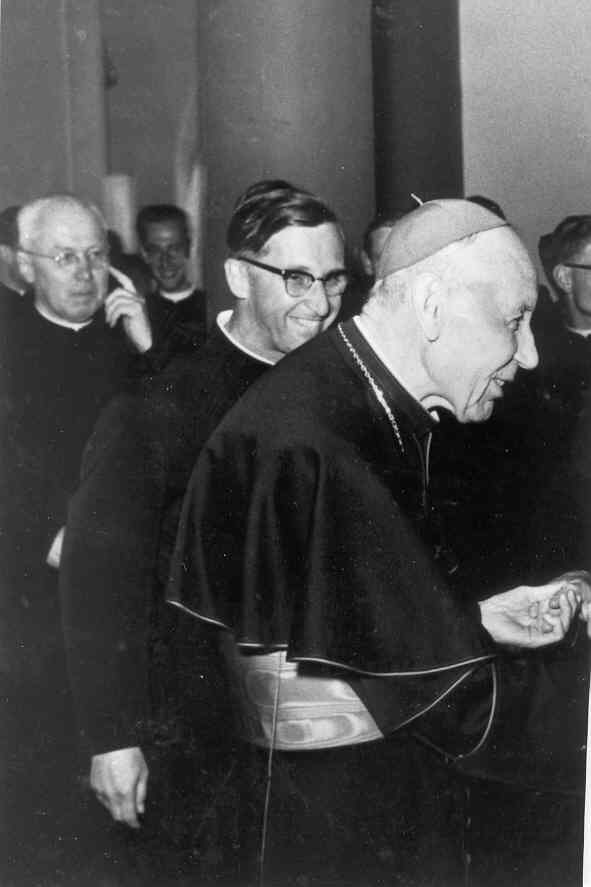
El cardenal Augustin Bea, a quien se acredita influencia en algunas de las reformas ecuménicas más significativas del Concilio

A estos organismos se añadió, para cubrir el deseo del papa de que las demás Iglesias participaran en el concilio, un «Secretariado para la promoción de la unidad de los cristianos» presidido por el cardenal Augustin Bea, quien solicitó a Mons. Johannes Willebrands que le ayudara como secretario del nuevo ente. También se creó un «Secretariado para los medios de comunicación».
El 14 de octubre de 1960, el papa constituyó un Secretariado administrativo del Concilio al que le encargó tratar los asuntos de financiamiento y desarrollo material del acto. El 7 de noviembre se creó la Comisión para el ceremonial que trataría los temas relacionados con la liturgia y los lugares que ocuparían en la basílica de San Pedro los padres conciliares. El presidente de esta última comisión fue el cardenal Eugène Tisserant.
Los trabajos de las comisiones comenzaron oficialmente el 14 de noviembre de 1960, tras un discurso de Juan XXIII. La principal misión de estas comisiones era elaborar los documentos que, tras pasar por el visto bueno del papa, serían presentados para la discusión en aula. Las temáticas eran tan variadas que fue necesario incluso crear subcomisiones.
Tras un año y medio de trabajos, las comisiones y el Secretariado para la unión de los cristianos produjeron un total de 75 esquemas. Estos esquemas fueron revisados luego por la comisión central que incluyó diversas modificaciones y recortes.
El 25 de diciembre de 1961, Juan XXIII convocó la celebración del concilio para 1962 con la bula Humanae salutis y el 2 de febrero siguiente, por medio del motu proprio Consilium diu —o simplemente Consilium— fijó la fecha de apertura para el 11 de octubre.

### El reglamento
Una novedad del Concilio Vaticano II fue que el reglamento vigente durante las sesiones no fue votado por los mismos padres conciliares. Dado este precedente y tras el Código de Derecho Canónico de 1917 que daba muchos más poderes en relación con el concilio al papa, no se contempló que en este nuevo concilio el reglamento fuera sometido al parecer de sus participantes. Así, en marzo de 1961 Pericle Felici solicitó a la comisión preparatoria central que se manifestara sobre algunos temas relacionados con el reglamento. En junio siguiente el cardenal Arcadio Larraona solicitó la formación de una subcomisión para la redacción del reglamento. El 7 de noviembre la subcomisión fue creada y trabajó desde el 11 de noviembre hasta el 27 de junio. Dos días después el texto fue entregado a monseñor Felici, quien a su vez lo mostró al papa. Tras integrar algunos cambios solicitados por el propio Juan XXIII, el reglamento fue oficializado el 6 de agosto de 1962 mediante motu proprio titulado Ordo Concilii oecumenici Vaticani II celebrandi.
El texto estaba dividido en tres partes: participantes, normas y procedimientos.

#### Participantes
Además de los obispos diocesanos, se contempló que los obispos titulares tuvieran voto deliberativo así como los superiores generales de congregaciones de derecho pontificio con más de tres mil miembros. Los expertos y teólogos invitados por el papa podrían participar en las congregaciones generales e incluso, si se les solicitaba, intervenir en el aula o en la redacción de esquemas para las diversas comisiones. Los observadores podrían participar solo en las congregaciones generales y sesiones públicas, que gozarían de interpretación simultánea. Los peritos invitados por cada obispo no podrían participar en las congregaciones generales.

#### Normas
Se mantendría el secreto sobre lo discutido en el Concilio. La lengua oficial sería el latín, aunque en las comisiones podrían emplearse otras lenguas. El derecho a hablar se daría en orden eclesiástico: los cardenales primero, luego los patriarcas, a continuación los arzobispos, obispos, etcétera.
Se crearía una «presidencia del concilio» conformada por diez cardenales y una secretaría general. Existirían además diez comisiones –en concordancia con las diez comisiones preparatorias, aunque con alguna variante– integradas por 24 miembros cada una: 16 elegidos por la asamblea, y 8 nombrados por el papa que incluían al presidente de cada comisión. A estas comisiones se añadió un secretariado para asuntos extraordinarios.

#### Procedimientos
Los textos preparados por las comisiones preparatorias, tras el visto bueno del pontífice se enviarían a los padres conciliares para su conocimiento antes de tratarse en las congregaciones generales. En la sesión correspondiente, un relator —normalmente el secretario de la comisión preparatoria respectiva— presentaría el esquema a la asamblea. Cada padre conciliar podría, a continuación y durante diez minutos, intervenir para admitir, rechazar o solicitar enmiendas generales del esquema presentado. Sin embargo, tales intervenciones deberían ser indicadas con tres días de antelación a la secretaría del concilio. Luego se votarían los cambios propuestos y se analizarían los resultados de la votación. Finalmente, se daría una votación del esquema completo y, si este obtenía la mayoría necesaria, se dejaría pendiente su aprobación solemne para la siguiente sesión pública con la presencia del papa.
El texto del reglamento no preveía con claridad los pasos necesarios en caso de que un esquema fuera rechazado, pero sí los pasos para incluir las enmiendas propuestas.

## Participantes del concilio

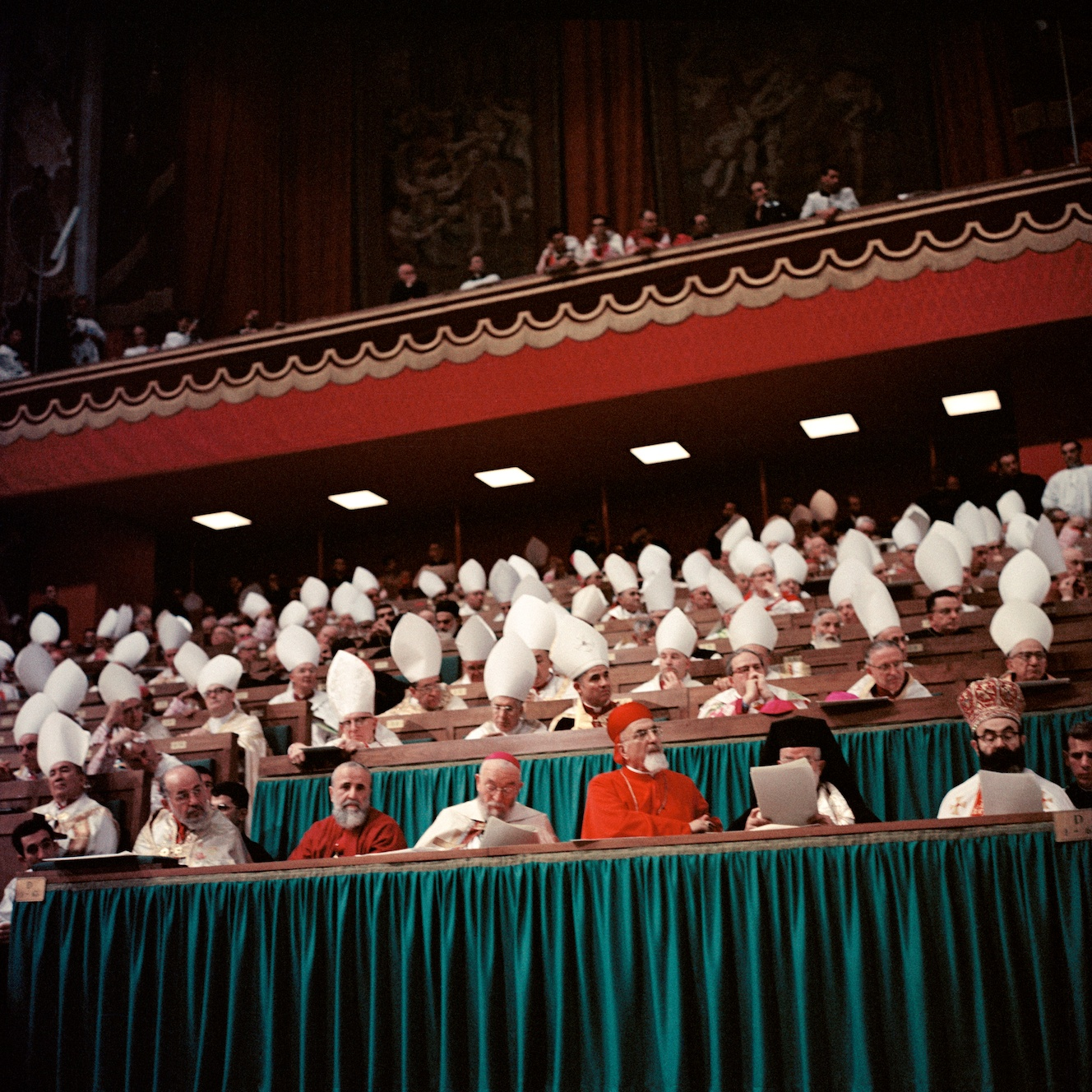
Padres conciliares en el Concilio Vaticano II, fotografía de Lothar Wolleh

- Teniendo en consideración las cuatro sesiones, participaron más de 2450 obispos de la Iglesia católica.[17] El único grupo que fue excluido fue el de los obispos del bloque comunista chino, por lo que estuvieron ausentes unos doscientos obispos, aunque sí se invitó y participaron los obispos exiliados y ajenos a la Asociación Patriótica de Católicos Chinos.[18] Existía un convenio con los soviéticos para permitir a los obispos salir y entrar a sus países sin problemas. Así, fue el concilio más grande en cuanto a cantidad –a los efectos de comparar, el Concilio de Calcedonia contó con unos 200 participantes y el de Trento, con unos 950– y en cuanto a catolicidad, pues fue la primera vez que participaron de modo sustancial los obispos no europeos (sobre todo africanos y asiáticos). En los primeros dos años, predominaron las intervenciones de los obispos europeos, pero las siguientes sesiones hubo más participación no europea. Incluso participaron algunos cardenales que no eran obispos, pero por insistencia de Juan XXIII fueron ordenados obispos –hasta antes de este concilio diáconos y presbíteros también eran elegidos para ser cardenales sin necesidad de ser elevados al rango de obispo–. Además participaron algunos abades, superiores o maestros de grandes órdenes religiosas (franciscanos, dominicos, etc.).
- Teólogos invitados del papa como consultores, no como miembros plenos (Yves Congar, Karl Rahner, Henri de Lubac, Hans Küng, Gérard Philips). Podían escuchar aunque no hablar en el aula, pero mantenían influencia en las diez comisiones ya mencionadas. Al inicio del Concilio se dio el nombramiento de las comisiones conciliares –dos tercios nombrados por los obispos y un tercio por el papa– teniendo como tarea guiar y escribir aquellos decretos ya discutidos en el aula.
- Consultores de Iglesias ortodoxas e Iglesias protestantes.
- Observadores y católicos laicos.[19]
- Periodistas. Se dio participación como observadores a periodistas de muchas publicaciones, en especial el Times; Raniero La Valle para L'Avvenire d'Italia; Caprile para La Civiltà Cattolica; el redentorista Francis X. Murphy, bajo el pseudónimo de Xavier Rynne, para The New Yorker; y enviados de otras publicaciones como Frankfurter Allgemeine Zeitung, Le Monde, Assomptionisti La Croix, entre otros. En este sitio puede también incluirse el diario personal que llevó el teólogo Yves Congar, conocido como Mon Journal du Concile,[20] de gran valor histórico-documental.

## Sesiones

### Primera sesión (1962)

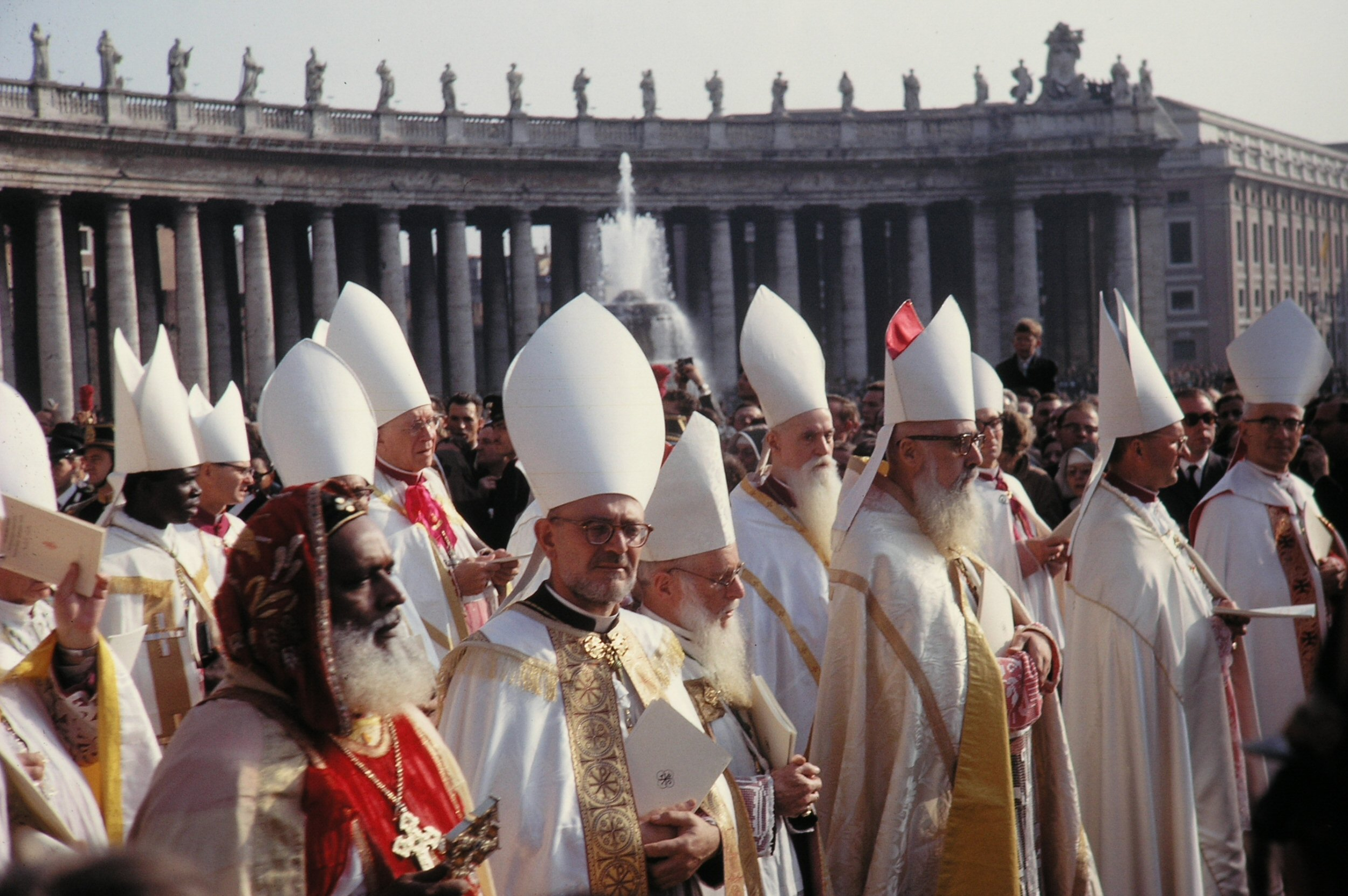
La solemne inauguración en San Pedro el 11 de octubre de 1962 señaló la apertura de la primera sesión del Concilio

La primera sesión partió con la inauguración solemne en la basílica de San Pedro el 11 de octubre de 1962. Juan XXIII presidió la misa y ofreció un discurso programático, el Gaudet Mater Ecclesia, donde habló del puesto de los concilios en la historia de la Iglesia, de la situación del mundo y de algunos aspectos generales que debían tenerse en cuenta durante el Concilio: se trata de custodiar el depósito de la fe católica enseñarlo de una manera adecuada a los tiempos empleando para ello los métodos más eficaces. También recordó que no era una actitud de condena de los errores sino de misericordia, lo que se esperaba del Concilio. Alude al tema del ecumenismo que era uno de los que habían causado mayor expectativa en los medios de comunicación.
Para el 13 de octubre, se tenía programada la elección del porcentaje de miembros de las comisiones que correspondía nombrar a la asamblea conciliar. La secretaría general entregó entonces una lista con los nombres de todos los padres conciliares y otra lista con los nombres de los miembros de las respectivas comisiones preparatorias. Sin embargo, el cardenal Achille Liénart, tras recibir una solicitud de un grupo de obispos franceses y alemanes, solicitó al consejo de presidencia más tiempo, de manera que los participantes pudieran conocerse y hacer una votación concienzuda. Por tanto, la elección fue pospuesta para el 16 de octubre y, tras los recuentos de votos e intervenciones sobre cuál mayoría sería tomada en cuenta, se eligieron los miembros respectivos de las comisiones.
El 20 de octubre, tomando en cuenta el interés mostrado por algunos padres conciliares de ofrecer un mensaje de parte del concilio al mundo, se votó rápidamente una propuesta que obtuvo la mayoría necesaria y fue asumida como Mensaje de los padres conciliares a todos los hombres. Luego comenzó la discusión del esquema sobre la liturgia (De sacra liturgia, que luego se llamará Sacrosanctum concilium).
Las discusiones, con diversos puntos de vista enfrentados, se prolongaron hasta el 14 de noviembre, día en que se hizo una primera votación exploratoria. El texto fue ampliamente aprobado (2162 placet contra 46 non placet).
Ese mismo día, se presentó en aula el esquema de De fontibus revelationis, que luego sería la constitución dogmática Dei Verbum. Durante las discusiones sobre este esquema, las diferencias dentro del Concilio se hicieron todavía más claras a tal punto que pareció que el documento sería rechazado completamente. Una votación exploratoria puso de manifiesto que más del 61 % de los padres conciliares rechazaban el texto propuesto. Los 1368 votos negativos no alcanzaban los dos tercios de votos requeridos (1473) para retirar el esquema, pero era claro que el texto presentado no progresaría, lo cual hizo más tensas las discusiones de esos días. El mismo Juan XXIII intervino el 21 de noviembre, creando una comisión mixta que reharía el texto de la constitución dogmática.
El 23 de noviembre, se entregaron a los padres conciliares dos esquemas para su estudio antes de la discusión en aula: era el De Ecclesia (luego la constitución dogmática Lumen Gentium) y un apéndice con un esquema sobre la Virgen María (De beata Maria Virgine).
Ese mismo día se comenzó a discutir la constitución sobre los medios de comunicación social (que luego será el decreto Inter mirifica). El texto fue aprobado en sus grandes rasgos aunque se solicitó que fuera reducido considerablemente y que se tratase más ampliamente del papel de los laicos en los medios de comunicación. La votación exploratoria dejó 2138 placet y 15 non placet.
Para el 27 de noviembre se inició la discusión del esquema sobre la unidad de los cristianos, Ut omnes sint. El texto causó desilusión ya que, dado que había sido preparado por la comisión preparatoria para las Iglesias orientales, trataba únicamente de esas Iglesias, sin hablar, por ejemplo, de los protestantes. El patriarca Máximo de los melquitas criticó el esquema que consideraba mediocre. Dado que la comisión preparatoria teológica y el secretariado para la unidad habían preparado otros esquemas sobre los mismos temas, los padres conciliares solicitaron que fueran fundidos en un solo documento reelaborado por una comisión mixta. Ese fue el resultado de la votación que a propósito se realizó: 2068 placet y 36 non placet.

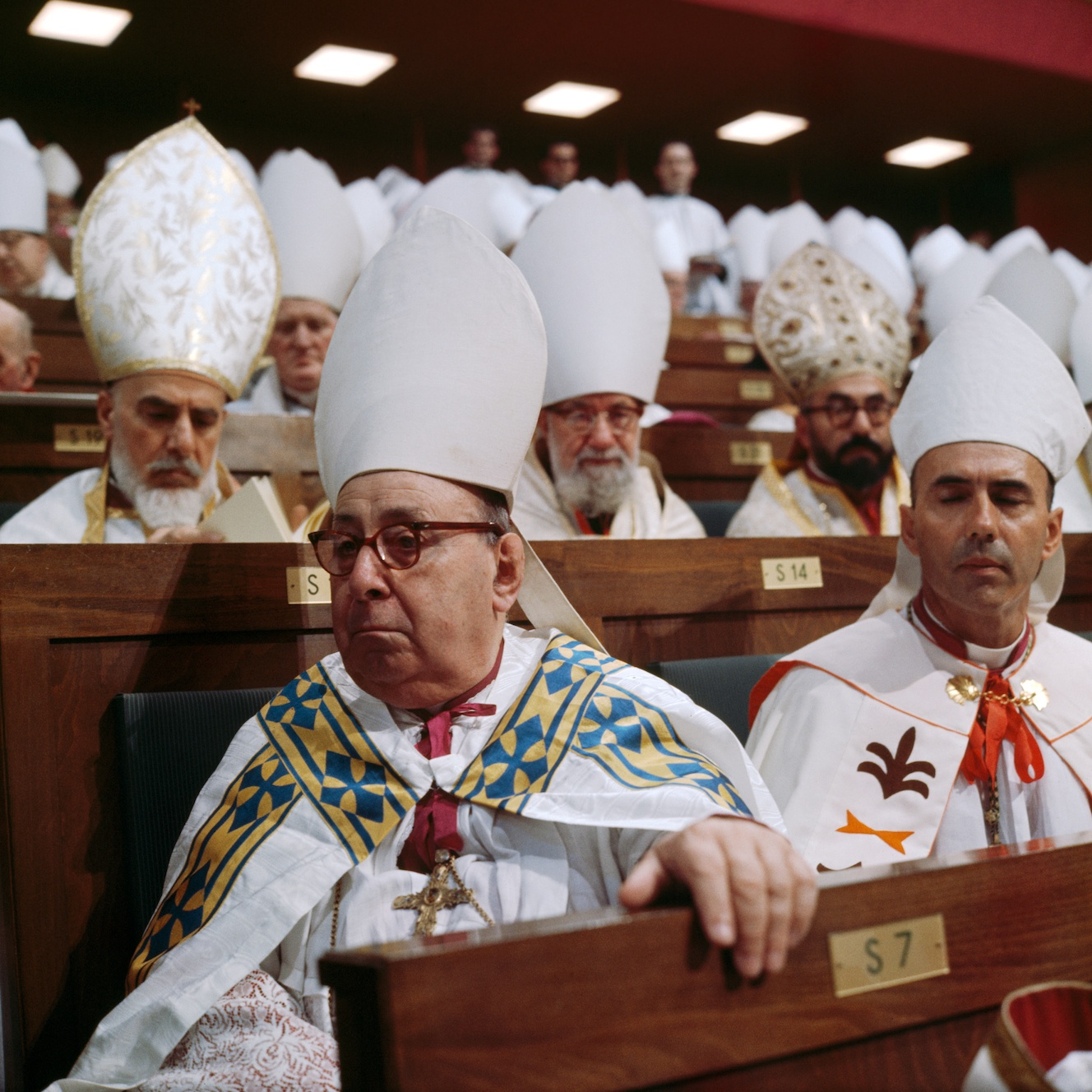
Fotografía de los padres conciliares, por Lothar Wolleh

El 1 de diciembre se comenzó a discutir el esquema De ecclesia. El cardenal Ottaviani había intentado en días anteriores que la discusión en aula del esquema se retrasase a la siguiente sesión, pero el consejo de presidencia prefirió mantener el «orden del día», como había sido propuesto inicialmente. La discusión fue menos acalorada que la de las fuentes de la revelación. Pero, de todas maneras, a medida que proseguía el debate las críticas de aspectos generales del esquema se hacían más populares. Así, por ejemplo, el monseñor Emil de Smedt consideraba que el esquema era «triunfalista, clericalista y juridicista». Sin embargo, era el tema del episcopado el que más discusión generaba. El debate no llega a puerto y las discusiones se concluyen el 7 de diciembre, víspera de la clausura de la primera sesión conciliar.
Unos días antes, tanto el cardenal belga Leo Jozef Suenens como el italiano Giovanni Montini habían intervenido en aula solicitando una dirección más clara para el concilio y proponiendo para ello una visión eclesiológica: se trataría de la Iglesia ad intra y ad extra y esta temática podría dar unidad y finalidad a los trabajos. Esto dejaba al documento De ecclesia como el más importante y programático del concilio.
El 5 de diciembre la secretaría general comunicó que los 75 esquemas serían reducidos a 20. Asimismo, se dieron a conocer los modos de trabajo de las comisiones durante el período de intersesión. Se elaborarían nuevos esquemas de acuerdo con el sentir manifestado por la mayoría de los obispos durante el concilio y se pasarían a aprobación del papa. Este los enviaría a los padres conciliares para que estos indicaran las enmiendas consideradas oportunas a la comisión antes del inicio de la segunda sesión. Para organizar todo este trabajo, Juan XXIII creó una comisión de coordinación a cargo de la Secretaría de Estado.
El 8 de diciembre se concluye oficialmente la primera sesión con un discurso del papa.

### Primera intersesión

Pablo VI, quien condujo el Concilio Vaticano II a través de la segunda, tercera y cuarta sesión conciliar hasta su finalización.

Las comisiones continuaron el trabajo de elaboración y agrupamiento de esquemas. El papa envió una carta, la Mirabilis ille (6 de enero de 1963) donde recordaba a los padres conciliares que el concilio continuaba durante el período entre sesiones.
La comisión de coordinación comenzó sus trabajos el 21 de enero. El 22 de abril, Juan XXIII aprobó 12 de los 17 esquemas que la comisión le había mandado. Estos fueron enviados a los obispos en mayo y se iniciaron reuniones de grupos de obispos en todo el mundo para discutir juntos los esquemas y llegar así a la segunda sesión con propuestas conjuntas de enmiendas.
El 3 de junio, falleció el papa Juan XXIII. Hasta ese momento, no se había promulgado ningún documento resultante del Concilio. Se habían discutido los esquemas sobre la liturgia, la revelación, los medios de comunicación social, la unidad de los cristianos y la Iglesia, pero sin arribar a una definición en ninguno. El 21 de junio siguiente fue elegido papa el cardenal Montini, que tomó el nombre de Pablo VI. Al día siguiente, en su primer radiomensaje, aseguró la continuación del Concilio y, el día 27, anunció la fecha de apertura de la segunda sesión: el 29 de septiembre de 1963. Sería Pablo VI quien enfatizaría los propósitos básicos del Concilio y lo guiaría a través de las tres etapas conciliares siguientes hasta su final.
En el período inmediatamente anterior al inicio de la segunda sesión, Pablo VI introdujo algunas modificaciones en el reglamento. Se amplió el número de observadores, integrando incluso laicos que fueron llamados a participar, aunque sin voto deliberativo. La comisión de coordinación quedaba como organismo permanente del Concilio y, dada la ineficacia mostrada por el consejo de presidencia, se nombró un grupo de cuatro delegados o moderadores que agilizarían y dirigirían los debates.

### Segunda sesión (1963)

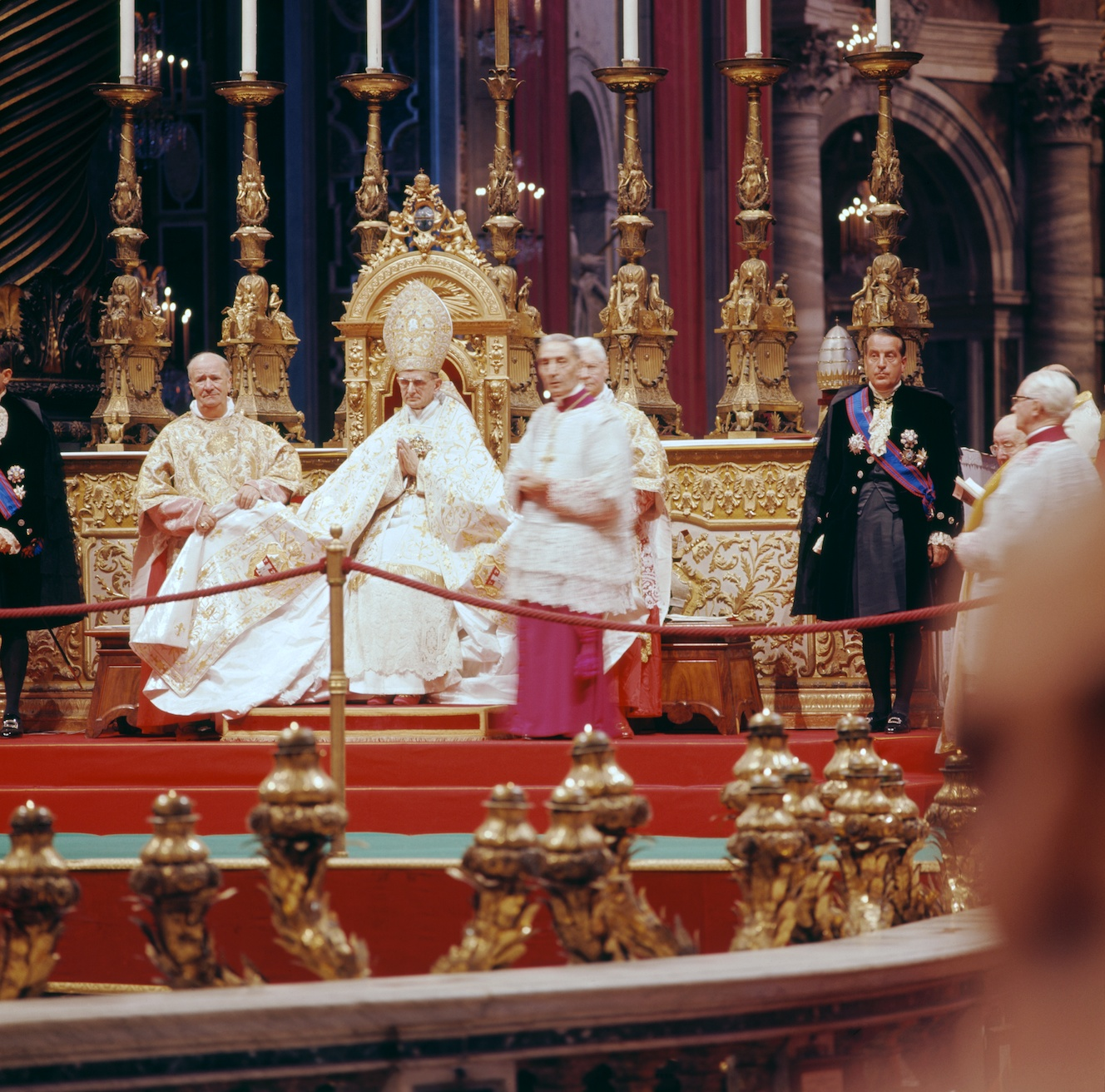
Pablo VI presidiendo la celebración de la segunda sesión del Concilio desde el presbiterio de la basílica de San Pedro, imagen de Lothar Wolleh

El 29 de septiembre de 1963, tras una sencilla ceremonia inaugural y un discurso de Pablo VI, los trabajos recomenzaron en San Pedro. En el discurso de apertura de la segunda sesión conciliar, Pablo VI remarcó el carácter pastoral del Concilio y estableció que debería propender a cuatro objetivos:
1. una definición más completa de la naturaleza de la Iglesia y del papel del obispo;
2. la renovación de la Iglesia católica;
3. la restauración de la unidad de los cristianos; y
4. el comienzo del diálogo con el mundo contemporáneo.

Al día siguiente se reinició la discusión en aula del esquema De ecclesia. El nuevo texto fue presentado por el cardenal Alfredo Ottaviani y atrajo mayor consenso que el anterior. El texto a modo de base para la discusión fue votado y obtuvo 2231 placet contra 43 non placet.
Entonces, de acuerdo con el reglamento, comenzó la discusión de cada capítulo. Para cada capítulo fueron declarándose las objeciones de los padres o los aspectos que convenía añadir. El tema de la naturaleza sacramental del episcopado ya había obtenido la casi unanimidad de los consensos pero el de la colegialidad episcopal permanecía discutido (debido a que algunos lo consideraban un atentado contra el primado pontificio) y se dieron intervenciones a favor y en contra durante las sesiones. Lo mismo en relación con la posibilidad de reactivar el diaconado permanente.
Las discusiones continuaron hasta el 15 de octubre sin llegar a un acuerdo. Ese día el cardenal Leo Jozef Suenens propuso verificar el apoyo que las diversas posturas tuvieran en la asamblea por medio de una votación de algunos puntos discutidos. Indicó incluso que al día siguiente se tendría tal votación, pero mons. Felici obtuvo que el papa permitiera impedir esa votación. Suenens también acudió a Pablo VI, quien mandó reunir a la comisión de coordinación, al consejo de presidencia y al secretariado general para tratar el asunto. Era ya el 23 de octubre. En esos días se fijó el texto de las preguntas y el papa aprobó que se hiciera la consulta para el 30 de octubre. La idea era que de la votación se saliera con una indicación clara para la comisión teológica sobre los contenidos discutidos del esquema. La gran mayoría de los padres se manifestó a favor de la definición de la colegialidad y, aunque menos, también de la reactivación del diaconado permanente.
A continuación se discutieron los demás capítulos del De Ecclesia y se trató sobre la posibilidad de integrar el esquema sobre la Virgen María al final de este. La asamblea se dividió completamente (la votación exploratoria dio 1114 placet y 1074 non placet).
El 2 de noviembre se comenzó a tratar el esquema sobre el episcopado. Era evidente que no podía ser discutido sin haber decidido lo concerniente a la colegialidad en el esquema De ecclesia: de hecho, las discusiones sobre ese punto continuaron ya que el cardenal Ottaviani buscaba disminuir los resultados de la votación del 30 de octubre. Se produjeron discusiones de tono más elevado y el cardenal Josef Frings incluso cuestionó durante una sesión en aula, el modo de actuar del Santo Oficio, provocando una áspera respuesta del cardenal Ottaviani. La discusión del esquema se prolongó hasta el 15 de noviembre.
Un nuevo esquema sobre el ecumenismo se presentó para la discusión. El nuevo texto tenía cinco capítulos e incluía también el tema de los no cristianos especialmente los judíos. También se incluyó en este esquema el texto sobre la libertad religiosa. Aun cuando la discusión inicial fue difícil, finalmente se aprobó en línea de principio el texto aunque se solicitó a la comisión mixta que mejor separase lo aplicable a las denominaciones cristianas de los no cristianos.
Durante los debates de estos esquemas se realizaban también las votaciones de los capítulos de los esquemas sobre la liturgia y sobre los medios de comunicación. Ambos obtuvieron finalmente el consenso requerido y fueron oficialmente promulgados en la sesión pública del 4 de diciembre.
Antes de la ceremonia conclusiva de la segunda sesión, Pablo VI anunció que se aumentaría el número de participantes en las comisiones. En el discurso conclusivo resumió los resultados, que consideraba positivos, de la sesión y anunció su intención de visitar Tierra Santa.

### Segunda intersesión
Al concluir los trabajos de la segunda sesión, el papa Pablo VI había mencionado su interés en reducir el tiempo requerido para concluir el concilio por medio de la reducción de los esquemas o de la elaboración de textos que siguieran las directivas ya consideradas mayoritarias. Por ello encargó al cardenal Julius August Döpfner que elaborara una propuesta en ese sentido. La idea indicada por él era reducir a seis los esquemas más amplios que se discutirían y dejar los demás en una serie de proposiciones que ya no se discutirían sino solo votarían. La comisión de coordinación analizó la propuesta del 28 de diciembre al 15 de enero, la aprobó e indicó a las demás comisiones que procedieran de ese modo. En los meses siguientes el papa tuvo que tranquilizar a los obispos que consideraban esto como una medida para concluir «expeditivamente» el concilio.
Ya en abril se enviaron los primeros textos (de los esquemas más importantes: De Ecclesia, De fontibus revelationis y sobre la Iglesia en el mundo actual, llamado Esquema XIII) a los obispos para que prepararan su análisis durante el concilio.
Por su parte, los cardenales Larraona, Micara y Ruffini enviaron cartas a Pablo VI para que reservara al magisterio pontificio el tema de la «colegialidad» y mandara retirar el capítulo correspondiente del esquema De Ecclesia.

### Tercera sesión (1964)
La tercera sesión del concilio se inauguró el 14 de septiembre de 1964. La misa, ya aplicando la constitución Sacrosanctum concilium fue concelebrada por 24 padres conciliares con el papa. El discurso de Pablo VI resultó esclarecedor de su posición dado que empleó la expresión «colegio episcopal», apoyando así la posición de la mayoría conciliar.
Al día siguiente se inició la discusión de los últimos capítulos del esquema De Ecclesia. El capítulo sobre la escatología fue rápido y sin problemas. En cambio, el de la Virgen María, aunque fue también breve, mantuvo las diferencias de concepto entre los padres conciliares que se habían manifestado en la segunda sesión y en la última intersesión dentro de la comisión teológica. Se optó por una solución de compromiso con un texto que pudiera complacer a ambas partes. El 16 de septiembre comenzaron las votaciones por capítulo del esquema aunque el capítulo tercero (sobre la jerarquía), que era el más discutido, fue votado número por número (38 votaciones).
El 18 de septiembre se retomó el esquema sobre los obispos que pasó las votaciones casi sin problemas.
El 23 de septiembre se presentó un esquema nuevo sobre la libertad religiosa. Aunque todos estaban de acuerdo en el principio, el texto dividía a la asamblea conciliar por la forma de presentar la doctrina y las consecuencias que podía tener (por ejemplo, en los países donde por concordato la Iglesia católica tenía privilegios). El 9 de octubre, mons. Felici indicó de parte del papa, que el texto debía ser reformulado por una comisión mixta donde se incluyó al mayor opositor del texto, el arzobispo Marcel Lefebvre.

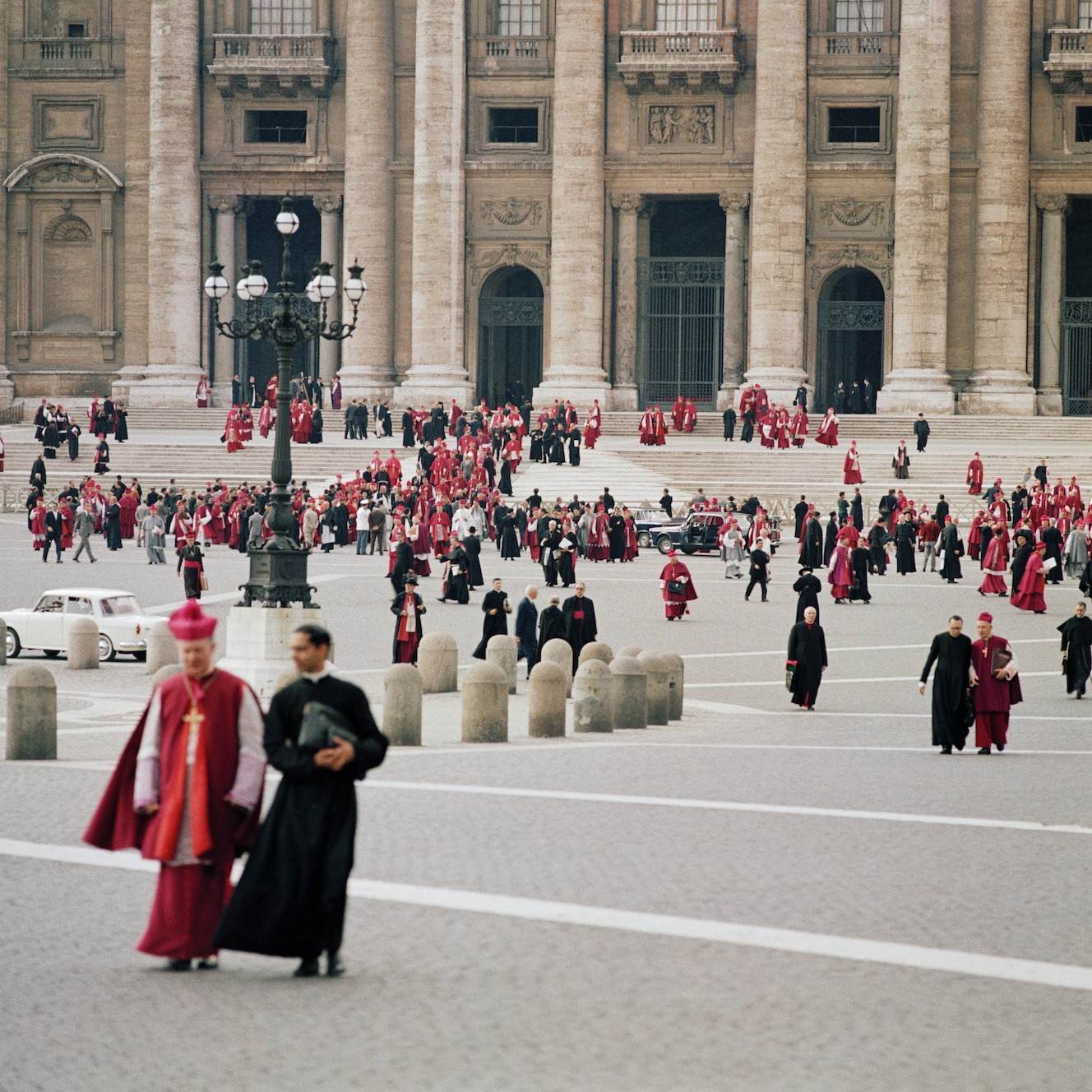
Salida de los Padres conciliares de la basílica de San Pedro. Fotografía de Lothar Wolleh.

A continuación, se examinó el esquema sobre los hebreos que había sido rehecho y ampliado tomando en consideración las religiones no cristianas. Las posiciones encontradas (por motivos de oportunidad pastoral) hicieron que el texto volviera al secretariado para ser reescrito. En el secretariado se rehízo el texto sobre los hebreos y se añadieron párrafos relacionados con las demás religiones (hindúes y budistas). El nuevo texto fue votado el 20 de noviembre y obtuvo la mayoría necesaria para aprobarse definitivamente.
El texto del esquema sobre la revelación fue representado y tras cinco sesiones fue aprobado aunque quedaban varios elementos discutidos y que debían tratarse en sede de la comisión teológica. Esta terminó las enmiendas a mediados de noviembre, ya demasiado tarde para que se pudiera discutir de nuevo en aula.
Mientras, y ya desde el 7 de octubre, se había comenzado a estudiar el documento sobre el apostolado de los laicos. Las opiniones eran variadas y las críticas al texto venían de todas las sensibilidades. El 20 de octubre otro texto complejo, el llamado «esquema XIII» fue presentado en aula. La mayoría de las críticas lo consideraban un esquema aceptable pero poco fundado teológicamente. Las discusiones sobre los problemas particulares tratados en el esquema (el ateísmo, la guerra, la familia, el matrimonio) fueron más ásperos.
Ese mes de octubre se trataron los esquemas más breves que habían sido reducidos a proposiciones a votar. Así, por ejemplo, los que trataban de los presbíteros, la formación sacerdotal, las iglesias de rito oriental, las misiones, los religiosos, la educación cristiana y el matrimonio. Este último fue convertido en una serie de observaciones que se enviaron al papa para que él decidiera qué hacer.
El mes de noviembre vio el renacer del problema de la colegialidad. Las discusiones en la comisión no llegaban a puerto por lo que se encargó al monseñor Gérard Philips que redactara una nota explicativa que aclarara los elementos empleados en la redacción propuesta, que era una solución que buscaba contentar a todas las partes. El papa pensaba introducir esta nota como explicación del capítulo III de la Lumen gentium y tras hacer algunas modificaciones al texto la mandó al concilio. Esta se presentó el 14 de noviembre y causó perplejidad por lo que implicaba de intervención pontificia en el concilio. Tras la lectura del texto y las votaciones el texto de la Lumen gentium se aprobó.
Sin embargo, el 19 de noviembre se presentaba el texto de la declaración sobre la libertad religiosa que en vez de ser corregido según las intervenciones anteriores, había sido casi completamente rehecho. Se solicitó entonces que fuera votado de nuevo pero la presidencia del concilio anunció que no se votaría el nuevo texto hasta la siguiente sesión. Esto causó molestia en varios padres conciliares (por ejemplo, los cardenales Meyer, Ritter, Léger, Suenens y Frings), quienes intentaron por todos los medios persuadir a Pablo VI de que se procediese a la votación, pero el sumo pontífice no cedió. El descontento de éstos creció cuando se informó a la asamblea que Pablo VI había introducido 19 modificaciones al esquema sobre el ecumenismo (que había sido votado favorablemente por los padres conciliares, aunque todavía no había sido promulgado).
Estos hechos –aunque a la luz de la historia posterior no se manifestaron tan importantes (el texto de la nota explicativa realmente no cambia lo indicado en el texto final de la Lumen gentium, el mayor tiempo de elaboración del esquema sobre la libertad religiosa permitió perfilarlo mejor y las modificaciones incluidas en el esquema sobre el ecumenismo eran de mera forma)– crearon un clima de descontento y desilusión en los obispos y expertos de la así llamada «mayoría» conciliar.
La sesión pública conclusiva vio la aprobación de nuevos documentos (la Lumen gentium, los dos decretos sobre el ecumenismo y el de las Iglesias orientales). Además, el papa proclamó a María como Madre de la Iglesia.

### Tercera intersesión
Al concluir la tercera sesión conciliar, las comisiones quedaban con once esquemas sobre los que trabajar para la cuarta, según las orientaciones recibidas de parte de la asamblea conciliar. Algunos textos como el que trataba de la revelación, requerían retoques más o menos importantes; otros, como el que hablaba de los presbíteros debía ser rehecho a partir de las proposiciones que se habían votado.
Los textos elaborados fueron enviados a mediados de junio a los obispos para que prepararan sus intervenciones o hicieran llegar directamente sus comentarios a las comisiones.

### La cuarta sesión (1965)
El 14 de septiembre de 1965 se reanudaron los trabajos en San Pedro. En el discurso de apertura, Pablo VI anunció la creación del sínodo de los obispos (que algunos inicialmente consideraron la aplicación de la colegialidad) y que visitaría la sede de la ONU para el XX aniversario de su creación.
Al día siguiente el papa participó en la congregación general donde firmó el decreto de creación del sínodo.
Después que Pablo VI se retirara de la basílica, se inició la discusión del esquema sobre la libertad religiosa. El debate fue tenso y tras cinco días no se llegaba al consenso. La comisión de coordinación se reunió para discutir si se podía hacer la votación del esquema como base y el resultado fue no hacer la votación. Pero el papa intervino e indicó que se votaría de todos modos. El esquema recibió luz verde (1997 a favor y 224 en contra) para ser usado como base aunque debía «ser perfeccionado según la doctrina católica sobre la verdadera religión y sobre la base de los cambios propuestos durante el debate» según indicaba la pregunta.
El 21 de septiembre se llega a la discusión sobre el esquema XIII, debate que se prolongó durante dos semanas. La votación sobre el esquema en cuanto tal (antes de pasar a los capítulos) fue positivo (2100 placet y 44 non placet). El debate sobre el capítulo del matrimonio fue más breve debido a que el papa se había reservado para sí el tema del control de la natalidad. Los demás capítulos pasaron sin mayores dificultades.

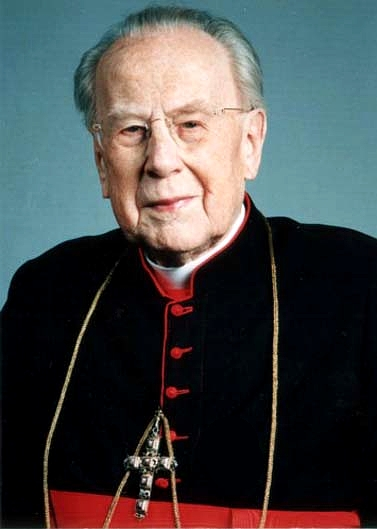
Franz König, cardenal vienés de gran prestigio por su tendencia innata al diálogo, a la concordia y al pluralismo, fue propulsor de un Concilio Vaticano II «abierto» al cambio. Realizó aportes notables en la declaración Nostra Aetate, referida a la relación entre la Iglesia católica y las religiones no cristianas.

Desde el 7 de octubre se discutió el esquema sobre las misiones. El texto fue bien acogido y se sugirieron una serie de mejoras. Sin embargo, un texto del documento que hablaba de cómo universalizar el dicasterio de Propaganda fidei fue modificado por la comisión debido a que la reforma de la curia era competencia exclusiva del papa según había indicado la comisión pontificia para la reforma de la curia romana. Alrededor de 300 padres firmaron un manifiesto de protesta por este cambio en un documento aprobado con 2070 placet.
Luego se discutió el documento sobre los presbíteros. Volvió a discutirse el tema del celibato o al menos de la posibilidad de ordenar sacerdotes a hombres casados. El 11 de octubre, Pablo VI mandó leer un comunicado por el que solicitaba que no se discutiera públicamente el argumento y que las propuestas le fueran enviadas a través del consejo de presidencia.
Los días siguientes se dedicaron solo a votaciones de esquemas o de capítulos de estos sin debates. El 28 de octubre se tuvo una sesión pública de promulgación solemne de la Christus Dominus, la Perfectae caritatis, la Optatam totius, la Gravissimum educationis y la Nostra aetate.
El 29 de octubre se reanudaron las votaciones, esta vez del documento sobre la revelación, Dei verbum. Nuevamente se llegó a un punto muerto por las enmiendas que consentía el sistema de votación iuxta modum. Entonces Pablo VI envió una serie de propuestas de redacción (teológicamente aceptables) para que la comisión teológica, con la ayuda del cardenal Augustin Bea, escogiera la más apropiada. Así, a pesar todavía del disenso de unos pocos padres (55 en la votación preliminar) se logró pasar la constitución.
Desde el 9 de noviembre se votó el esquema sobre el apostolado de los laicos. El documento sobre las misiones fue nuevamente propuesto y recibió 712 placet iuxta modum que obligaba a la comisión a enmendar el texto.
El 18 de noviembre se tuvo otra sesión pública donde se promulgaron la Dei verbum y la Apostolicam actuositatem. El papa, en la homilía, anunció la apertura de los procesos de beatificación de Pío XII y de Juan XXIII.

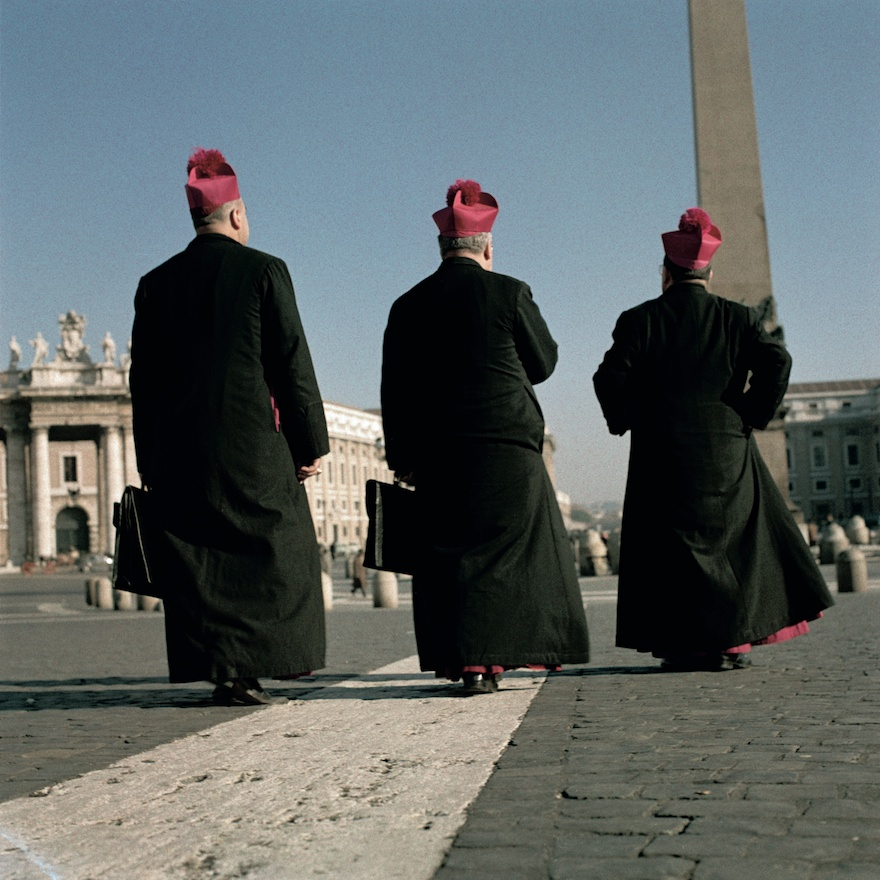
Tres padres conciliares, durante el Concilio Vaticano II. Foto de Lothar Wolleh.

En los días siguientes se continuaron las agotadoras votaciones. La declaración sobre la libertad religiosa pero no fue posible vencer la oposición de un grupo de 250 padres.
La votación de la constitución Gaudium et spes fue todavía sufrida debido a las peticiones de incluir una condena expresa del comunismo y por una nueva intervención del papa en el capítulo sobre el matrimonio. Pero finalmente lograron el consenso sobre el texto.
Los últimos días del concilio se desarrollaron entre agradecimientos. El 7 de diciembre fue la última sesión pública solemne: se promulgó la constitución pastoral Gaudium et spes, los decretos Ad gentes y Presbyterorum ordinis, la declaración Dignitatis humanae. Asimismo se leyó la declaración común que retiraba las excomuniones recíprocas con la Iglesia ortodoxa.
El concilio concluyó con una misa presidida por Pablo VI el 8 de diciembre.

## El postconcilio
Después del Concilio Vaticano II, la corriente revolucionaria denominada Teología de la Liberación influyó fuertemente en la política latinoamericana. Este período posconciliar fue una época de crisis en la que miles de sacerdotes católicos abandonaron el ministerio, entre ellos alrededor de 8.000 jesuitas.

## Documentación y nivel de aceptación por los Padres Conciliares
El Concilio Vaticano II dio lugar a un total de 4 constituciones (2 de ellas dogmáticas y 1 pastoral), 9 decretos conciliares y 3 declaraciones conciliares, a los que se pueden sumar la Constitución apostólica Humanae salutis por la cual Juan XXIII convocó el concilio, el mensaje Ad omnes de los Padres del concilio a todos los hombres, los mensajes del concilio a la humanidad, y otros breves (In Spiritu Sancto y Ambulate in dilectione). Los documentos se pueden ver en «Le fonti ufficiali» que se conservadan en un archivo dividido en:
- Materia preparatoria:
  - Serie I, ante preparatoria que corresponde a antes del inicio del concilio, son las respuestas de los obispos a los cuestionarios. No están en sentido sistemático.
  - Serie II, Materia preparatoria (4 volúmenes en 6 tomos). Corresponde al último año después de la convocación del concilio. Son los documentos preparados por la Curia para el concilio. La Curia divide los temas en 10 temas (que corresponden a los 10 dicasterios del Vaticano que presidían las 10 comisiones preparatorias).

Tras un largo y duro trabajo, se redactaron 16 documentos, cuyo conjunto constituye una toma de conciencia de la situación actual de la Iglesia y define las orientaciones que se imponen. Los documentos, la fecha de promulgación y el nivel de aceptación final por parte de los Padres conciliares se pueden apreciar en la Tabla 1.
| Documentos promulgados                                                        | Fecha      | Placet | Non placet | Votos nulos | Votantes |
| ----------------------------------------------------------------------------- | ---------- | ------ | ---------- | ----------- | -------- |
| Constitución sobre la sagrada liturgia (Sacrosanctum Concilium)               | 4-12-1963  | 2147   | 4          | 1           | 2152     |
| Decreto sobre los medios de comunicación social (Inter mirifica)              | 4-12-1963  | 1960   | 164        | 7           | 2131     |
| Constitución dogmática sobre la Iglesia (Lumen gentium)                       | 21-11-1964 | 2151   | 5          | --          | 2156     |
| Decreto sobre las Iglesias orientales católicas (Orientalium Ecclesiarum)     | 21-11-1964 | 2110   | 39         | --          | 2149     |
| Decreto sobre el ecumenismo (Unitatis redintegratio)                          | 21-11-1964 | 2137   | 11         | --          | 2148     |
| Decreto sobre el ministerio pastoral de los obispos (Christus Dominus)        | 28-10-1965 | 2319   | 2          | 1           | 2322     |
| Decreto sobre la vida religiosa (Perfectae caritatis)                         | 28-10-1965 | 2321   | 4          | --          | 2325     |
| Decreto sobre la formación sacerdotal (Optatam totius)                        | 28-10-1965 | 2318   | 3          | --          | 2321     |
| Declaración sobre la educación cristiana (Gravissimum educationis)            | 28-10-1965 | 2290   | 35         | --          | 2325     |
| Declaración sobre las religiones no cristianas (Nostra aetate)                | 28-10-1965 | 2221   | 88         | 1           | 2310     |
| Constitución dogmática sobre la revelación divina (Dei Verbum)                | 18-11-1965 | 2344   | 6          | --          | 2350     |
| Decreto sobre el apostolado de los seglares (Apostolicam actuositatem)        | 18-11-1965 | 2340   | 2          | --          | 2342     |
| Declaración sobre la libertad religiosa (Dignitatis humanae)                  | 7-12-1965  | 2308   | 70         | 6           | 2384     |
| Decreto sobre la actividad misional (Ad gentes divinitus)                     | 7-12-1965  | 2394   | 5          | --          | 2399     |
| Decreto sobre el ministerio y vida de los presbíteros (Presbyterorum Ordinis) | 7-12-1965  | 2390   | 4          | --          | 2394     |
| Constitución pastoral sobre la Iglesia en el mundo actual (Gaudium et Spes)   | 7-12-1965  | 2309   | 75         | 7           | 2391     |

Los documentos son:
Constituciones
- Dei Verbum (Constitución Dogmática sobre la Divina Revelación)
- Lumen Gentium (Constitución Dogmática sobre la Iglesia)
- Sacrosanctum Concilium (Constitución sobre la Sagrada Liturgia)
- Gaudium et Spes (Constitución Pastoral sobre la Iglesia en el mundo actual)

Decretos conciliares
- Ad Gentes (Decreto sobre la actividad misionera de la Iglesia)
- Presbyterorum Ordinis (Decreto sobre el ministerio y vida de los presbíteros)
- Apostolicam Actuositatem (Decreto sobre el apostolado de los laicos)
- Optatam Totius (Decreto sobre la formación sacerdotal)
- Perfectae Caritatis (Decreto sobre la adecuada renovación de la vida religiosa)
- Christus Dominus (Decreto sobre el ministerio pastoral de los Obispos)
- Unitatis Redintegratio (Decreto sobre el ecumenismo)
- Orientalium Ecclesiarum (Decreto sobre las Iglesias orientales católicas)
- Inter Mirifica (Decreto sobre los Medios de comunicación social)

Declaraciones conciliares
- Gravissimum Educationis (Declaración sobre la Educación Cristiana)
- Nostra Aetate (Declaración sobre las relaciones de la Iglesia con las Religiones no cristianas)
- Dignitatis Humanae (Declaración sobre la libertad religiosa)

El papa Pablo VI presentó de manera resumida el contenido de cada uno de estos documentos conciliares.